# Olepirî (Krotenkî), Poltava
Olepirî (în ucraineană Олепіри) este un sat în comuna Krotenkî din raionul Poltava, regiunea Poltava, Ucraina.

## Demografie
Componența lingvistică a localității Olepirî
     Ucraineană (100%)
Conform recensământului din 2001, toată populația localității Olepirî era vorbitoare de ucraineană (100%).